# Ljubi in sovraži
Ljubi in sovraži je četrti in zadnji studijski album slovenske pop skupine Videosex, izdan leta 1992 na CD-ju pri založbi Dallas Records (lastnik založbe je bivši klaviaturist skupine, Goran Lisica) in v obliki kasete pri ZKP RTV Slovenija.
Bonus pesem "Space Lab" je priredba istoimenske pesmi skupine Kraftwerk z albuma The Man-Machine (1978).

## Seznam pesmi
| Št.             | Naslov                            | Besedilo                         | Glasba                                | Dolžina |
| --------------- | --------------------------------- | -------------------------------- | ------------------------------------- | ------- |
| 1.              | „Ljubi in sovraži‟                | Anja Rupel                       | Iztok Turk                            | 3:03    |
| 2.              | „Čolnič imam‟                     | Rupel                            | Turk                                  | 5:50    |
| 3.              | „Slak‟                            | Milan Jesih, Rupel               | Dadi Kašnar, Iztok Turk, Janez Križaj | 4:13    |
| 4.              | „The Laughter of King Dada‟       | Srečko Kosovel, Wilhelm Heiliger | Turk                                  | 6:26    |
| 5.              | „Devil in Texas‟                  | Turk                             | Turk                                  | 4:13    |
| 6.              | „Computer's First Christmas Card‟ | Edwin Morgan                     | Turk                                  | 5:50    |
| 7.              | „Morje brezčasno‟                 | Rupel                            | Turk                                  | 5:56    |
| 8.              | „Snip Snap‟                       | Heinrich Hoffmann                | Kašnar, Turk                          | 3:30    |
| 9.              | „Smrt mladega pilota‟             | Turk                             | Turk                                  | 5:36    |
| 10.             | „I Hate and I Love‟               | Katul, Rupel                     | Turk                                  | 2:41    |
| 11.             | „Space Lab‟ (bonus pesem)         | Ralf Hütter                      | Hütter, Karl Bartos                   | 9:39    |
| Skupna dolžina: | Skupna dolžina:                   | Skupna dolžina:                  | Skupna dolžina:                       | 56:57   |

## Zasedba
Videosex
- Anja Rupel — vokal, vokalni aranžmaji
- Iztok Turk — kitara, programiranje, produkcija
- Nina Sever — klaviature, vokalni aranžmaji

Ostali glasbeniki
- Jani Hace — bas kitara (2, 4, 7), spremljevalni vokal (5)
- Boris Romih — tolkala (2), kitara (7)
- Danijel "Dadi" Kašnar — tolkala (2), bas boben (3, 9), orgle (3)
- Martin Lumbar — sitar (2, 4, 9)
- Milko Lazar — sopran saksofon (2, 7), bariton, klarinet (7)
- Mario Marolt — alt saksofon (7, 9), klarinet (4), spremljevalni vokali (5, 9), kitara (7)
- Andrija Pušić — spremljevalni vokal (3)
- Ratko Divjak — bobni (8)
- Aleš Klinar — spremljevalni vokal (5)
- Cole Moretti — spremljevalni vokal (9)
- Mire Lovrić — spremljevalni vokal (9)
- Mark Čuček — solo kitara (5)

Tehnično osebje
- Janez Križaj — produkcija (3, 6, 8, 9)
- Jurij Toni — produkcija (1, 2, 4, 5, 7)
- Aco Razbornik — snemanje
- Miha Škrlep — fotografiranje
- Novi kolektivizem — oblikovanje